# Norra Häljaröd

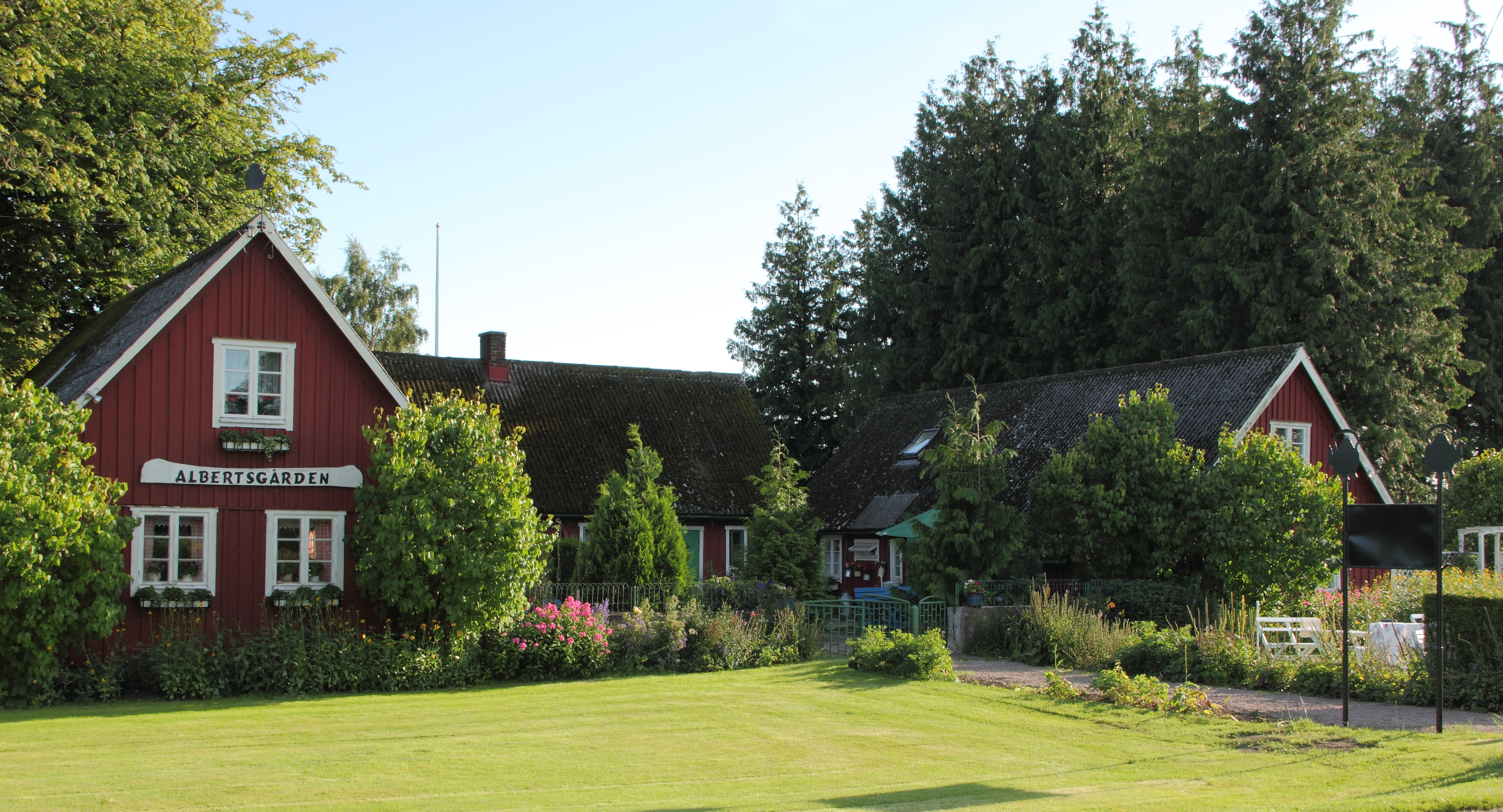
Albertsgården i Norra Häljaröd

Norra Häljaröd (av SCB benämnd enbart Häljaröd) är en småort i Farhults socken i Höganäs kommun, Skåne län. Området karaktäriseras av ett öppet landskap med strandängar. De sistnämnda utgör en del av den gamla Kulla fälad. Bybyggelsen ligger på ett traditionellt sätt utmed byvägen. Många äldre gårdar är utmärkta exempel på ett äldre byggnadssätt. Miljön och bebyggelsen i Norra Häljaröd har av Länsstyrelsen i Skåne län, tillsammans den i det närliggande Farhult, vara "en särskilt värdefull kulturmiljö".
I Norra Häljaröd ligger Kullabygdens vingård och Albertsgårdens Kaffeservering med Bed & Breakfast. Rönnens naturreservat ligger vid Norra Häljaröd.
Kontakta Byaföreningen eller samfällighetsföreningen:
hrodbyaforening.wixsite.com/norrahaljarod